# Baloncesto Fuenlabrada
O Baloncesto Fuenlabrada, S.A.D também conhecido por Urbas Fuenlabrada é um clube profissional de basquetebol situado na cidade de Fuenlabrada, Comunidade de Madrid, Espanha que disputa atualmente a Liga Endesa. Grandes nomes do basquete mundial já defenderam o Baloncesto Fuenlabrada como Walter Herrmann e Pablo Prigioni campeões olímpicos pela Seleção Argentina e José Calderón campeão do mundo pela Seleção Espanhola.

## História
Fundado em 1983 como PMD Fuenlabrada por Julián Aranda e Miguel Ángel Hernández disputou seus primeiros jogos na Liga Municipal de Fuenlabrada e apenas na temporada 1986-1987 que conseguiu seu primeiro patrocinador confiável e oficial, a Cafeteria Maná, tanto é que o nome Maná Fuenlabrada é uma denominação histórica utilizada ainda hoje nas categorias de base e equipes secundárias do clube.
O clube permanece disputando as ligas regionais (autónomicas) até a temporada de 1991-92 quando a agremiação alcança a 2ª Divisão Espanhola. Na temporada seguinte chegam a uma fusão com o Club Baloncesto Torrejón de Ardoz'Liga ACB e na Temporada 1996-97 adquiri a vaga na Liga ACB que era do Peñas Huesca e debuta enfim na elite espanhola.
Durante a temporada 1998-99, o Fuenlabrada que se chamava "Jabones Pardo Fuenlabrada", alcança os "Playoffs" de quartas-de-finais porém é "varrido" pelo Real Madrid Teka em 3-0 na série (77-72, 80-79 e 70-89). Mesmo eliminado comemorou o sétimo lugar alcançado e de quebra a vaga na sua primeira competição continental, a Copa Korać 1999-00.

## Nomes de Patrocinador
Baloncesto Fuenlabrada alterou sua denominação ao assinar contratos de patrocínio:
| - Maná Fuenlabrada 1986–1987 - Jabones Pardo Fuenlabrada 1999–2004 - Alta Gestión Fuenlabrada 2005–2009 - Ayuda en acción Fuenlabrada 2009–2010 - Mad-Croc Fuenlabrada 2012–2013 - Montakit Fuenlabrada 2014–presente |

## Temporada por Temporada
| Temporada | Nível | Divisão       | Pos. | Pós Temporada     | TR    | PL  | Copa del Rey      | Copas         | Copas | Competições Européias | Competições Européias | Competições Européias |
| --------- | ----- | ------------- | ---- | ----------------- | ----- | --- | ----------------- | ------------- | ----- | --------------------- | --------------------- | --------------------- |
| 1986–87   | 5     | 2ª Autonómica |      | Promovido         |       |     | –                 | –             | –     | –                     | –                     | –                     |
| 1987–88   | 4     | 1ª Autonómica |      | –                 |       |     | –                 | –             | –     | –                     | –                     | –                     |
| 1988–89   | 4     | 1ª Autonómica |      | –                 |       |     | –                 | –             | –     | –                     | –                     | –                     |
| 1989–90   | 4     | 1ª Autonómica |      | Promovido         |       |     | –                 | –             | –     | –                     | –                     | –                     |
| 1990–91   | 3     | 2ª División   |      | –                 |       |     | –                 | –             | –     | –                     | –                     | –                     |
| 1991–92   | 3     | 2ª División   | 11   |                   | 6–16  |     | –                 | –             | –     | –                     | –                     | –                     |
| 1992–93   | 2     | 1ª División B | 21   | –                 | 13–15 | 3–3 | –                 | –             | –     | –                     | –                     | –                     |
| 1993–94   | 2     | 1ª División B | 12   | Oitavas de Final  | 22–8  | 0–2 | –                 | –             | –     | –                     | –                     | –                     |
| 1994–95   | 2     | Liga EBA      | 2    | Segunda Fase      | 20–6  | 6–4 | –                 | –             | –     | –                     | –                     | –                     |
| 1995–96   | 2     | Liga EBA      | 3    | Oitavas de Finais |       |     | –                 | –             | –     | –                     | –                     | –                     |
| 1996–97   | 1     | Liga ACB      | 18   | Rebaixado         | 4–30  | 0–3 | –                 | –             | –     | –                     | –                     | –                     |
| 1997–98   | 2     | LEB           | 2    | Promovido         | 17–7  | 6–4 | –                 | Copa Príncipe | C     | –                     | –                     | –                     |
| 1998–99   | 1     | Liga ACB      | 7    | Quartas de Finais | 18–16 | 0–3 | Quartas de Finais | –             | –     | –                     | –                     | –                     |
| 1999–00   | 1     | Liga ACB      | 15   | –                 | 11–23 | –   | –                 | –             | –     | 3 Korać Cup           | FG                    | 3–3                   |
| 2000–01   | 1     | Liga ACB      | 7    | Quartas de Finais | 20–14 | 0–3 | Quartas de Finais | –             | –     | –                     | –                     | –                     |
| 2001–02   | 1     | Liga ACB      | 7    | Quartas de Finais | 19–15 | 0–3 | –                 | –             | –     | 3 Korać Cup           | QF                    | 5–5                   |
| 2002–03   | 1     | Liga ACB      | 14   | –                 | 14–20 | –   | –                 | –             | –     | 2 ULEB Cup            | TR                    | 3–7                   |
| 2003–04   | 1     | Liga ACB      | 17   | Rebaixado         | 13–21 | –   | –                 | –             | –     | –                     | –                     | –                     |
| 2004–05   | 2     | LEB           | 1    | Promovido         | 27–7  | 7–2 | –                 | Copa Príncipe | C     | –                     | –                     | –                     |
| 2005–06   | 1     | Liga ACB      | 10   | –                 | 15–19 | –   | –                 | –             | –     | –                     | –                     | –                     |
| 2006–07   | 1     | Liga ACB      | 12   | –                 | 14–20 | –   | –                 | –             | –     | –                     | –                     | –                     |
| 2007–08   | 1     | Liga ACB      | 13   | –                 | 13–21 | –   | –                 | –             | –     | –                     | –                     | –                     |
| 2008–09   | 1     | Liga ACB      | 9    | –                 | 15–17 | –   | –                 | –             | –     | –                     | –                     | –                     |
| 2009–10   | 1     | Liga ACB      | 15   | –                 | 12–22 | –   | –                 | –             | –     | –                     | –                     | –                     |
| 2010–11   | 1     | Liga ACB      | 7    | Quartas de Finais | 20–14 | 0–2 | –                 | –             | –     | –                     | –                     | –                     |
| 2011–12   | 1     | Liga ACB      | 16   | –                 | 12–22 | –   | Quartas de Finais | –             | –     | 3 EuroChallenge       | QF                    | 11–4                  |
| 2012–13   | 1     | Liga ACB      | 14   | –                 | 12–22 | –   | –                 | –             | –     | –                     | –                     | –                     |
| 2013–14   | 1     | Liga ACB      | 15   | –                 | 12–22 | –   | –                 | –             | –     | –                     | –                     | –                     |
| 2014–15   | 1     | Liga ACB      | 18   |                   | 8-26  |     | –                 | –             | –     | –                     | –                     | –                     |
| 2015-16   | 1     | Liga ACB      | 8    |                   | 17-19 |     | Quartas de Finais |               |       |                       |                       |                       |
| 2016-17   | 1     | Liga ACB      | 12   |                   | 12-20 |     |                   |               |       | 2 Eurocopa            | T16                   | 6-8                   |

## Fundación Baloncesto Fuenlabrada
A clube mantém uma equipe jogando na Liga Adecco Plata chamada de Viten Getafe, mas também conhecido como Fuenlabrada B.